# Centro de Controle de Motores

Um Centro de Controle de Motores, conhecido pela sigla CCM (ou pela sigla em inglês MCC, motor control center), é um sistema de manobra e comando de motores elétricos de baixa tensão (até 1000 volts) ou de média tensão (acima de 1000 volts).

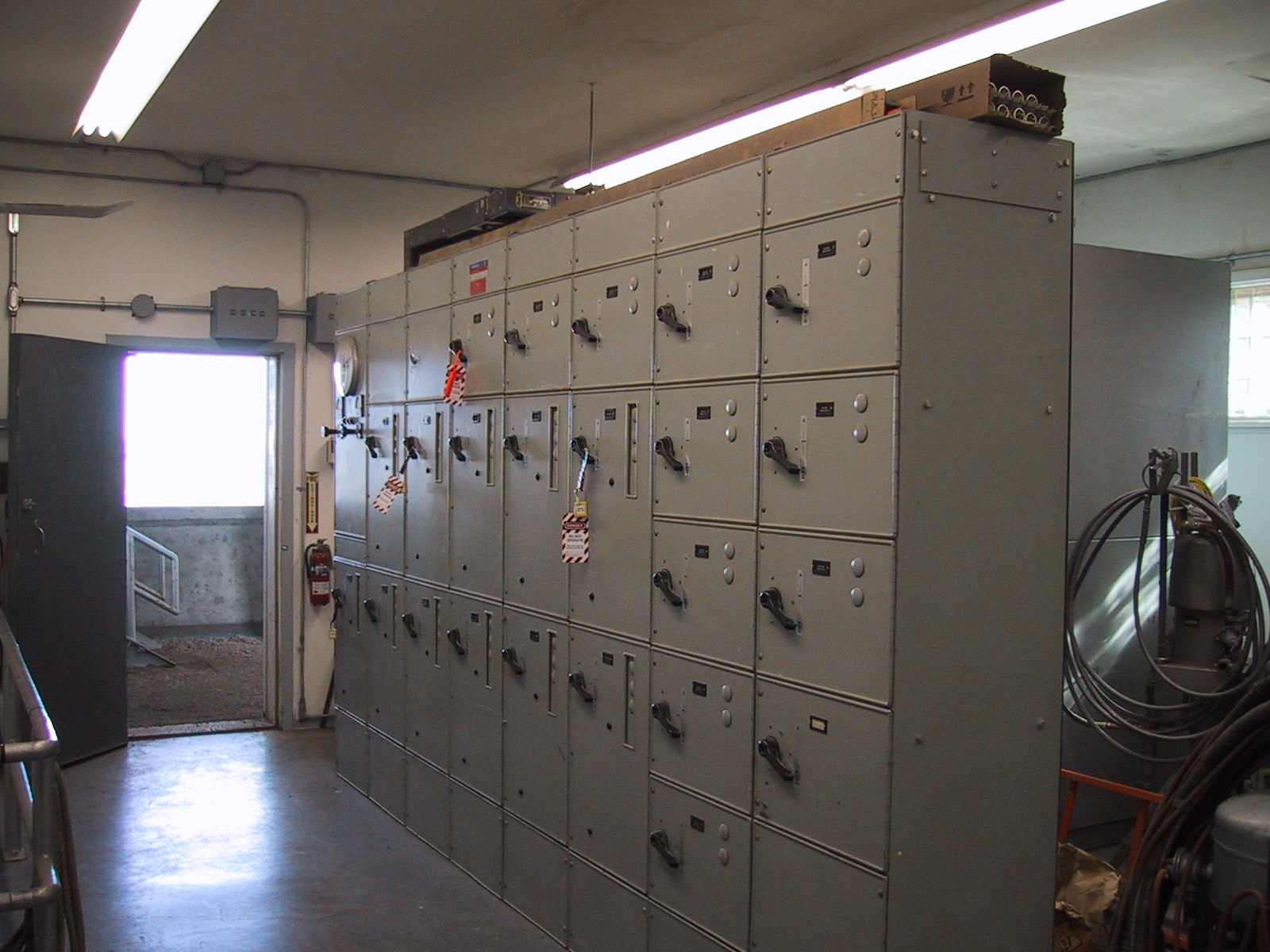
Exemplo de um Centro de Controle de Motores antigo da década de 1960s para motores na tensão de 480 Volts

## História do CCM
O último quarto do século dezenove (a partir de 1875) presenciaria uma nova onda tecnológica, que daria início à chamada Segunda Revolução Industrial. Essa onda seria marcada pelo emprego massivo da energia elétrica, após a popularização da telegrafia em meados do século, e a consequente mecanização das fábricas, que inicialmente se utilizavam de motores à combustão para seus processos produtivos mas que, após a virada do século e a criação da produção em série pela indústria automobilística de Henry Ford, que iria introduzir a primeira linha de montagem móvel do mundo.  
No decorrer do século XX  os motores à combustão e máquinas à vapor seriam substituídos, em diversos setores, por motores elétricos, dada sua versatilidade, haja vista que o novo modo de produção havia gerado uma grande demanda por reduções no custo de produção e no tempo de fabricação.  
Essas e outras razões impulsionaram a criação do Centro de Controle de Motores (CCM) em 1950, inicialmente na indústria automobilística. 
Com o surgimento do computador digital e a revolução da eletrônica, nos anos 1960, tem-se configurada uma nova revolução, chamada Terceira revolução industrial ou Revolução Digital, que é caracterizada especialmente pela disseminação da automação e digitalização dos processos de produção. Essa era testemunhou o aumento do emprego de eletrônicos como nunca, dos computadores às novas tecnologias que possibilitaram a automação industrial de processos, que antes era feita por meio de painéis de comando e relés. Os avanços nas telecomunicações abriram caminho para globalização generalizada, que por sua vez permitiu que as indústrias transferissem a produção para economias de baixo custo e radicalizassem os modelos de negócios em todo o mundo.
Ainda na Terceira revolução industrial, no mundo das indústrias, duas grandes invenções ocorreram nesse tempo, o controlador lógico programável (CLP) e o aparecimento da robótica, que ajudariam no aparecimento de uma nova era na automação de alto nível. Um marco importante foi o fato de conseguirem fazer a conexão dos (PLCs) aos computadores pessoais (PCs). Fato esse que revolucionou a automação industrial, o processo de gravação e interpretação de dados em DataBases, cimentando a estrada para a Quarta revolução industrial, que está a pleno vapor, na segunda década do século XXI.

## Arquitetura de um CCM
A estrutura física de um CCM consiste em um aparato montado por meio de gavetas organizadas verticalmente, podendo apresentar diferentes tamanhos, de acordo com a potência e tipo de partida de carga. Cada coluna é alimentada por um barramento vertical que é conectado a um barramento geral horizontal único para cada fase. São constituídos de cubículos elétricos, armários metálicos autossustentados, que podem ser do tipo TTA, totalmente testados e assegurados (Totally Tested Assembly), ou PTTA (Partially Totally Tested Assembly), parcialmente testados.
No conceito denominado TTA,  o desempenho é assegurado por "ensaios de tipo", realizados individualmente nos diversos componentes (barramentos, entradas, saídas, alimentadores, partidas etc), ou nos conjuntos completos. Estes ensaios têm a finalidade de assegurar o desempenho do conjunto e de minimizar os riscos decorrentes de erros nos projetos de Engenharia. No tipo PTTA, somente alguns componentes são testados e ensaiados. Os outros são derivados de cálculos matemáticos ou inferências tomadas a partir de conjuntos similares.
A norma que regulamenta a instalação de um CCM no Brasil é a NBR IEC 60439-1 (ABNT) para Conjuntos de Controle e Manobra de Baixa Tensão com Ensaios de Tipo Totalmente Testados (TTA). Esta norma pode ser adquirida através da Associação Brasileira de Normas Técnicas.

## Tensão de trabalho
Os CCM são normalmente usados em baixa tensão trifásica, e indicados para motores trifásicos de corrente alternada de 220 V até 600 V. Os centros de controle de motores de média tensão são projetados para grandes motores, abrangendo as tensões de 2300 V a 15000 V, utilizando contatores à vácuo para comutação e com compartimentos separados para comutação e controle de energia.

## Uso
Os CCMs começaram a ser aplicados em 1950 pela indústria automobilística, os quais contavam com grandes números de motores elétricos. Atualmente eles são usados em várias aplicações industriais e comerciais. Em locais onde os processos com muita poeira ou onde haja uso de agentes corrosivos, o centro de controle de motor costuma ser instalado em um cômodo separado com ar-condicionado. Todavia, não é raro que um CCM seja instalado no chamado "chão de fábrica", ao lado do maquinário acionado/controlado.
CCM's são tipicamente encontrados em grandes edifícios comerciais ou industriais onde há muitos motores elétricos que possam ser controlados a partir de um local central, tal como uma sala mecânica ou sala elétrica. 
O CCM, em virtude da necessidade de comunicação com outros sistemas de controle, pode ser dotado de relés de proteção com interface de rede industrial de dados em diversos padrões como, por exemplo, Ethernet, Profibus, DeviceNet ou, Modbus.

## Componentes
Um CCM consiste em um ou mais gabinetes verticais de metal com seções com um barramento energizado geral o qual é compartilhado entre os acionamentos e provisão para montagem plug-in de controladores de motor individuais.
As gavetas podem ser fixas e extratíveis. As gavetas extraíveis são especificadas para maior segurança na operação e rapidez na manutenção, sobretudo em caso de substituição durante a operação. Também pode incluir botões de pressão, luzes indicadoras, drives de frequência variável (inversores de frequência), PLC (programmable logic controllers) e equipamento de medição.
Controladores muito grandes podem ser aparafusados no lugar, mas controladores pequenos podem ser desligados do gabinete para manutenção e testes. Cada controlador motor possui um contator ou um controlador de estado sólido, relé de sobrecarga para proteger o motor, fusíveis ou disjuntor para fornecer proteção contra um possível curto-circuito e uma chave de desconexão para isolar o motor do circuito. A energia trifásica entra em cada controlador através de conectores separáveis. O motor está conectado aos terminais do controlador. CCM fornecem formas de fio para controle de campo e cabos de alimentação. 

## Especificações
Cada controlador motor no CCM pode ser especificado com uma amplitude de opções, como transformadores de controle separados, lâmpada piloto, interruptores de controle, blocos terminais de controle extra, vários tipos de relés de proteção contra a sobrecarga térmica ou de estado sólido, várias classes de fusíveis de energia ou tipos de disjuntores. Um CCM pode ser fornecido pronto para o cliente conectar toda a fiação de campo, ou pode ser um conjunto projetado com controle interno e fiação intertravada para uma placa do painel do terminal de controle central ou controlador programável. 

## Proteção contra Fogo
Normalmente os CCM's são instalados no chão, o qual são frequentemente requeridos que tenha uma classificação de resistência ao fogo. Proteção ao fogo pode ser necessária para cabos que penetrem pisos e paredes classificados pelo fogo. 

## Centro de Controle de Motor Inteligente
O centro de controle inteligente apresenta as mesmas características do CCM convencional. Contudo, neste caso, cada gaveta que compõe o conjunto pode incorporar uma chave Soft-Starter, um inversor de frequência ou um relé microprocessado acrescentando funções de proteção, monitoração, controle e comunicação em rede fieldbus, modbus, ethernet entre outras com acesso a sistemas digitais de controle e supervisão. A estes CCM´s, é dado nome de CCM´s inteligentes (CCMI).
O CCMI fornece ferramentas que fornecem ao operador antecipadamente um alarme de problemas potenciais, ajuda a eliminar desligamentos desnecessários, isola falhas de modo a reduzir o tempo de parada e distribuir ou equalizar as cargas enquanto o problema está sendo solucionado, além de poder reduzir os trabalhos de fiação, necessidade de espaço e tempo de instalação.
Nessa versão Inteligente, o CCMI pode ser projetado para receber equipamentos com comunicação em rede dentro das gavetas, possibilitando que o comando e sinalização das partidas sejam conectados ao sistema de controle através de redes de comunicação industrial. As redes de comunicação são conectadas através de redes de comunicação industrial possibilitando que as gavetas sejam operadas remotamente quando as mesmas estiverem nas posições de “teste” e “inserida”. Utilizada em conjunto com a fiação de comando, facilmente pode-se implementar estratégias de acionamento do tipo LOCAL/REMOTO.